# Рунгано, Кристина
Кристина Масува-Морган (англ. Kristina Masuwa-Morgan, род. 28 февраля 1963) — зимбабвийская поэтесса и писательница, более известная как Кристина Рунгано. Кристина — первая зимбабвийская поэтесса, чьи произведения были опубликованы.

## Биография
Рунгано родилась в 1963 году в Хараре, Зимбабве. Её отец, католик, вёл бизнес в районе Звимба. Она получила образование в католических школах-интернатах недалеко от своего родного города, а затем переехала в Соединённое Королевство, чтобы изучать менеджмент и информатику. В 1979 году, получив диплом в области компьютерных наук, она вернулась в Зимбабве и работала в Научно-вычислительном центре Хараре (англ. Harare Scientific Computing Centre).

## Карьера
Её первый сборник стихов «Назревает буря» был опубликован Zimbabwe Publishing House в 1984 году; это сделало её первой зимбабвийской поэтессой, чьи произведения были опубликованы. Её поэзия особенно затрагивает темы, связанные с опытом женщин и войной. Некоторые из её стихов впоследствии были включены в такие антологии, как «Дочери Африки» (1992), «Книга африканской женской поэзии Хайнемана» (1995), «Книга Penguin современной африканской поэзии» (1999) и «Шаг в мир: Глобальная антология новой чёрной литературы» (2000). Второй сборник Рунгано «В поисках передышки и другие стихи» был опубликован в 2004 году.
Рунгано живёт в Англии, занимает пост директора по обучению и преподаванию в Гринвичском университете.